# Adeliza di Lovanio
Adeliza di Lovanio nota a volte come Adelicia di Lovanio, o come Adela e Aleidis (1103 circa – Affligem, 23 aprile 1151) fu regina consorte d'Inghilterra e duchessa consorte di Normandia, dal 1121 al 1135, come seconda moglie di Enrico I.

## Origine
Secondo il Florentii Wigornensis Monachi Chronicon, era figlia del Duca della Bassa Lorena, Goffredo VI o Goffredo I di Lovanio ( † 25 gennaio 1139), che era anche Langravio del Brabante, Conte di Bruxelles e di Lovanio e Margravio di Anversa; la paternità di Adeliza viene confermata anche dal monaco e cronista inglese, Orderico Vitale, dalla Genealogia Ducum Brabantiæ Heredum Franciæ e dal Balduini Ninovensis Chronicon. La madre di Adeliza era la prima moglie di Goffredo, Ida di Namur o di Chiny ( † prima del 1125), come viene ricordato dal Rodulfi, Gesta Abbatem Trudonensium e dalla Chronica Albrici Monachi Trium Fontium, figlia di Ottone, Comte de Chiny e di Alice di Namur, discendente dei conti di Namur.

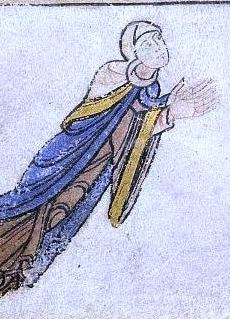
Particolare di un manoscritto Shaftesbury, probabilmente raffigurante Adeliza

Goffredo I di Lovanio era figlio del conte di Lovanio, Enrico II, come ci viene confermato dalla Genealogia Ducum Brabantiæ Heredum Franciæ e della moglie, Adelaide dei conti di Betuwe, come ci viene confermato dal Chronicon Affligemense.
Adeliza era la sorella del Duca della Bassa Lorena, Goffredo VII o Goffredo II di Lovanio (1110 - † 13 giugno 1142), che era anche Langravio del Brabante, Conte di Lovanio e Margravio di Anversa.

## Biografia
Il re d'Inghilterra e duca di Normandia, Enrico I, che nel 1118 era rimasto vedovo (il 1º maggio secondo il Florentii Wigornensis Monachi Chronicon), nel 1120 perse l'unico figlio legittimo maschio e unico erede legittimo al trono, Guglielmo Adelin, mentre attraversava la Manica. La sciagura lo colpì il 25 novembre 1120, al largo della costa normanna del Cotentin, nel naufragio notturno causato dell'urto contro uno scoglio affiorante della Nave Bianca, come racconta il cronista e monaco benedettino dell'abbazia di Malmesbury, nel Wiltshire (Wessex), Guglielmo di Malmesbury, nel suo Gesta Regum Anglorum. Re Enrico, pur vantando il record per numero di figli illegittimi per un monarca britannico, avendo ora una sola figlia legittima, Matilde, moglie dell'imperatore del Sacro Romano Impero, Enrico V, che non poteva essere sua erede, decise di prendere moglie, per poter avere un legittimo erede: la scelta cadde su Adeliza, figlia del duca di Bassa Lotaringia, che si dice fosse giovane e bella (Orderico Vitale la definisce egregiam puellam, mentre il Florentii Wigornensis Monachi Chronicon la definisce una fanciulla vergine dotata di un viso garbatamente grazioso).

### Primo matrimonio
Adeliza, non ancora ventenne, sempre secondo il Florentii Wigornensis Monachi Chronicon il 29 gennaio 1121, sposò il cinquantatreenne, Enrico I Beauclerc, che, sia secondo il monaco e cronista normanno Guglielmo di Jumièges, autore della sua Historiæ Normannorum Scriptores Antiqui, che Guglielmo di Malmesbury, Orderico Vitale, e il cronista e monaco benedettino inglese, Matteo di Parigi, era il figlio maschio quartogenito del duca di Normandia e re d'Inghilterra, Guglielmo il Conquistatore e di Matilde delle Fiandre (1032 - 1083), che, secondo la Genealogica Comitum Flandriæ Bertiniana, era figlia di Baldovino V, conte delle Fiandre, e della sorella del re di Francia, Enrico I, Adele di Francia, che secondo la Genealogiæ Scriptoris Fusniacensis era figlia del re di Francia, Roberto II, detto il Pio. Il matrimonio di Adeliza ed Enrico viene confermato anche da orderico Vitale, dalla Genealogia Ducum Brabantiæ Heredum Franciæ e dal Balduini Ninovensis Chronicon.

### Regina
Adeliza, ancora secondo il Florentii Wigornensis Monachi Chronicon, il giorno successivo al matrimonio, il 30 gennaio 1121, fu incoronata regina, dall'Arcivescovo di Canterbury, Ralph d'Escures.
Adeliza, a differenza delle altre regine Anglo-Normanne, partecipò poco alla vita pubblica del reame mentre era regina consorte. Non si sa se fosse per scelta personale, o se Enrico preferisse tenersela vicina nella speranza che concepisse. Lasciò comunque un segno come patrona della letteratura e di molte opere, tra cui un bestiario di Philip de Thaon, dedicato a lei. Si dice che avesse commissionato una biografia in versi di re Enrico; se lo fece, nulla è rimasto di quest'opera.
suo marito, Enrico, durante una battuta di caccia nel Vexin, si ammalò all'improvviso e morì, si dice per avvelenamento da cibo per via di una lampreda avariata, a Saint-Denis-le-Fermont in Normandia, e, per sua espressa volontà, venne seppellito nell'abbazia di Reading, che lui stesso aveva fondato 14 anni prima. Enrico, secondo la Chronicæ sancti Albini Andegavensis morì il 1º dicembre.
Adeliza si ritirò temporaneamente presso il monastero benedettino dell'abbazia di Wilton, nei pressi di Salisbury. Presenziò alla benedizione della tomba di Enrico presso l'abbazia di Reading il primo anniversario della sua morte. All'incirca in quel periodo fondò un lebbrosario dedicato a Sant'Egidio a Fugglestone St Peter, Wiltshire.

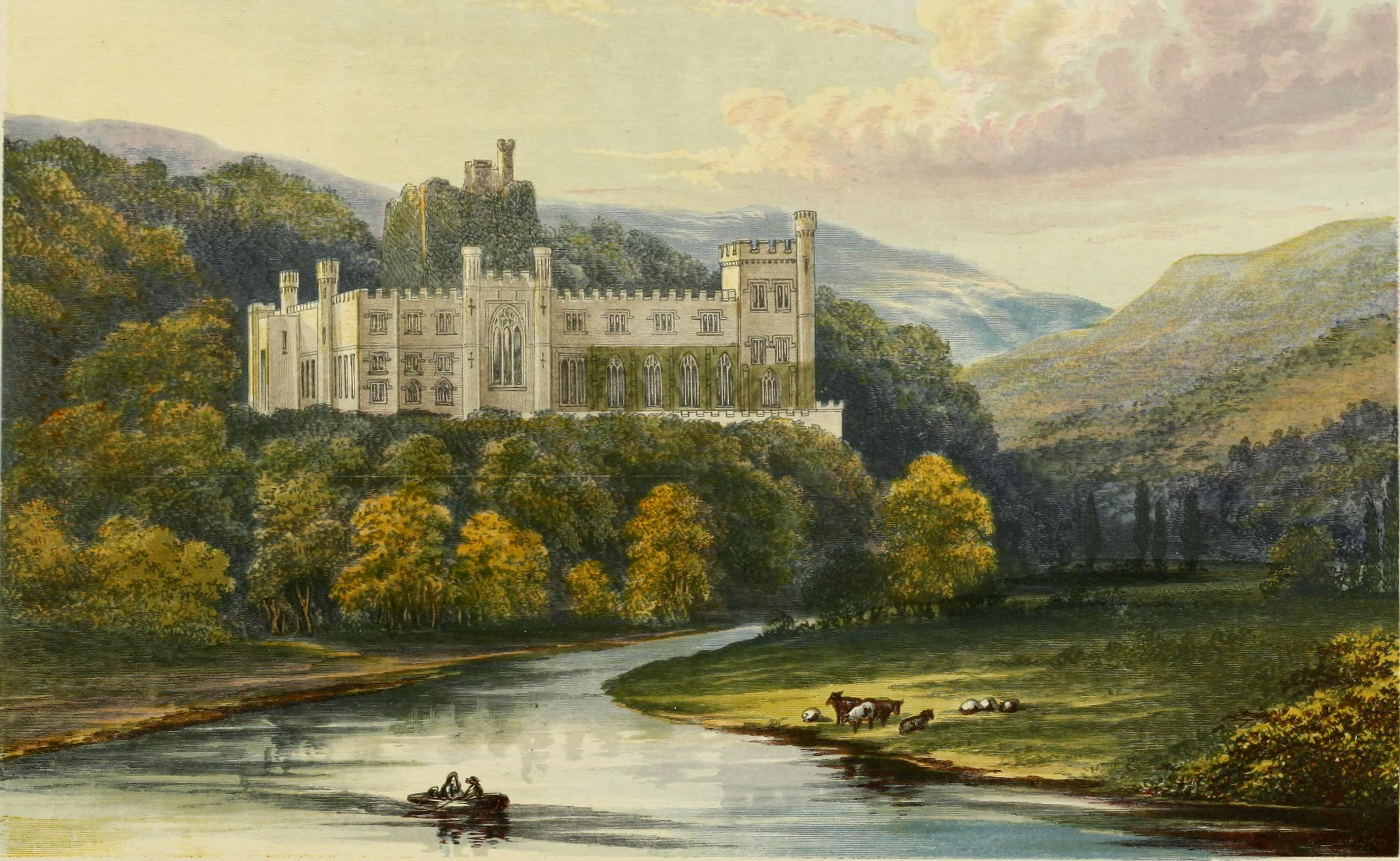
Castello di Arundel

### Secondo matrimonio
Essendo rimasta vedova, ancora giovane, terminato il periodo di lutto, prima del 1139, Adeliza contrasse un secondo matrimonio e secondo il cronista, priore dell'abbazia di Bec e sedicesimo abate di Mont-Saint-Michel, Robert di Torigny, sposò uno dei consiglieri del suo defunto marito William d'Aubigny, I conte di Arundel, figlio di William d'Aubigny (Pincerna), come riporta il Dugdale Monasticon III, Wymondham Monastery, Norfolk, III, a pagina 330 e della di lui moglie (come risulta dal Dugdale Monasticon III, Wymondham Monastery, Norfolk, I, a pagina 330), Matilda le Bigod.
Come regina vedova Adeliza aveva ricevuto una dote, in cui era compreso il Castello di Arundel (nel 1138 le era stato riconosciuto il titolo di contessa di Arundel), dove si ritirò a vivere col suo secondo marito.
Nonostante il marito fosse sostenitore di Stefano durante la guerra civile anglo-normanna, la personale inclinazione di Adeliza la portò a supportare la figliastra, l'imperatrice Matilda. Quando Matilda salpò per l'Inghilterra nel 1139, chiese rifugio alla matrigna, sbarcando nei pressi di Arundel e venendo ricevuta come ospite dalla ex regina e matrigna, prima di trasferirsi a Gloucester, presso il fratellastro Roberto, come ci conferma il Florentii Wigornensis Monachi Chronicon.
Re Stefano d'Inghilterra nominò William d'Aubigny prima Conte di Lincoln, poi creò e gli assegnò la Contea di Arundel, come conferma anche Robert di Torigny.
Adeliza divenne anche una protettrice della chiesa durante il secondo matrimonio, offrendo proprietà dell'abbazia di Reading in onore del primo marito.

### Vecchiaia
Adeliza passò gli ultimi anni nell'abbazia di Affligem (langraviato di Brabante), che aveva riccamente premiato con terre (tre villaggi inglesi chiamati Ideswordam, Westmerendonam e Aldeswurda, probabilmente nei pressi di Arundel) e nel 1150 prese i voti.
Adeliza, secondo l'Ex Obituario Lirensis monasterii, morì il 25 marzo 1151, mentre, secondo gli Annales de Margan, morì nel 1153; morì nell'abbazia di Affligem e fu sepolta nella chiesa locale vicino al padre, Goffredo I di Lovanio, (m. 1139). Il necrologio dell'abbazia posizione la tomba vicino all'orologeria. Una mappa del XVIII secolo della chiesa mostra la tomba a metà della navata di sinistra. La tomba fu demolita durante la rivoluzione francese (1798). Le sue ossa furono ritrovate e fu sepolta di nuovo nel chiostro della neo-ricostruita abbazia di Affligem.

## Famiglia
Uno dei fratelli di Adeliza, Joscelin di Lovanio, giunse in Inghilterra e sposò Agnes de Percy, erede della famiglia Percy.
Nonostante sia chiaro che l'ex regina e Joscelin fossero parenti molto stretti, potrebbe trattarsi di un figlio illegittimo del padre di Adeliza, e quindi del suo fratellastro. I figli presero il nome della madre, e nella loro discendenza figurano i Conti di Northumberland del Medioevo.
Adeliza fornì anche la dote ad uno dei suoi cugini, quando questo si sposò in Inghilterra.

### Figli
Secondo lo storico inglese del XII secolo, William of Newburgh, Adeliza non diede alcuna discendenza ad Enrico I Beauclerc.
A William invece diede otto figli, di cui sette sopravvissero fino all'età adulta:
- Agnese ( † 1140 circa), che sposò Rodolfo FitzSavaric;
- William[26] ( † 1193), padre di William d'Aubigny, III conte di Arundel che fu uno dei venticinque garanti della Magna Carta;
- Raniero[33] ( † dopo il 1200);
- Enrico[33] ( † dopo il 1177);
- Alice[26] ( † 11 settembre 1188), Contessa d'Eu, sposò John, conte d'Eu[26], (m. 26 giugno 1170);
- Olivia (m.giovane);
- Agata (m.giovane);
- Goffredo[26] ( † dopo il 1177).

## Ascendenza
|                       |                    |                            | Genitori                  |  |  | Nonni |  |  | Bisnonni               |  |  | Trisnonni             |  |
|                       |                    |                            |                           |  |  |       |  |  | Lamberto II di Lovanio |  |  | Lamberto I di Lovanio |  |
|                       |                    |                            |                           |  |  |       |  |  | Lamberto II di Lovanio |  |  | Lamberto I di Lovanio |  |
|                       |                    | Gerberga di Lorena         |                           |  |  |       |  |  | Lamberto II di Lovanio |  |  |                       |  |
| Enrico II di Lovanio  |                    |                            |                           |  |  |       |  |  | Lamberto II di Lovanio |  |  |                       |  |
|                       |                    | Oda di Verdun              | Gothelo I di Lorena       |  |  |       |  |  |                        |  |  |                       |  |
|                       |                    | Oda di Verdun              | Gothelo I di Lorena       |  |  |       |  |  |                        |  |  |                       |  |
|                       |                    | Oda di Verdun              | …                         |  |  |       |  |  |                        |  |  |                       |  |
| Goffredo I di Lovanio |                    | Oda di Verdun              |                           |  |  |       |  |  |                        |  |  |                       |  |
|                       |                    | Everardo di Betuwe         | …                         |  |  |       |  |  |                        |  |  |                       |  |
|                       |                    | Everardo di Betuwe         | …                         |  |  |       |  |  |                        |  |  |                       |  |
|                       |                    | Everardo di Betuwe         | …                         |  |  |       |  |  |                        |  |  |                       |  |
| Adelaide di Betuwe    |                    | Everardo di Betuwe         |                           |  |  |       |  |  |                        |  |  |                       |  |
|                       |                    | …                          | …                         |  |  |       |  |  |                        |  |  |                       |  |
|                       |                    | …                          | …                         |  |  |       |  |  |                        |  |  |                       |  |
|                       |                    | …                          | …                         |  |  |       |  |  |                        |  |  |                       |  |
| Adeliza di Lovanio    |                    | …                          |                           |  |  |       |  |  |                        |  |  |                       |  |
|                       | Arnoldo I di Chiny | Luigi II di Chiny          |                           |  |  |       |  |  |                        |  |  |                       |  |
|                       | Arnoldo I di Chiny | Luigi II di Chiny          |                           |  |  |       |  |  |                        |  |  |                       |  |
|                       | Arnoldo I di Chiny | …                          |                           |  |  |       |  |  |                        |  |  |                       |  |
| Ottone II di Chiny    | Arnoldo I di Chiny |                            |                           |  |  |       |  |  |                        |  |  |                       |  |
|                       |                    | Adelaide di Ramerupt-Roucy | Hilduin IV di Montdidier  |  |  |       |  |  |                        |  |  |                       |  |
|                       |                    | Adelaide di Ramerupt-Roucy | Hilduin IV di Montdidier  |  |  |       |  |  |                        |  |  |                       |  |
|                       |                    | Adelaide di Ramerupt-Roucy | Adelaide (Alice) di Roucy |  |  |       |  |  |                        |  |  |                       |  |
| Ida di Chiny          |                    | Adelaide di Ramerupt-Roucy |                           |  |  |       |  |  |                        |  |  |                       |  |
|                       |                    | Alberto III di Namur       | Alberto II di Namur       |  |  |       |  |  |                        |  |  |                       |  |
|                       |                    | Alberto III di Namur       | Alberto II di Namur       |  |  |       |  |  |                        |  |  |                       |  |
|                       |                    | Alberto III di Namur       | Regelinda di Verdun       |  |  |       |  |  |                        |  |  |                       |  |
| Adelaide di Namur     |                    | Alberto III di Namur       |                           |  |  |       |  |  |                        |  |  |                       |  |
|                       |                    | Ida di Sassonia            | Bernardo II di Sassonia   |  |  |       |  |  |                        |  |  |                       |  |
|                       |                    | Ida di Sassonia            | Bernardo II di Sassonia   |  |  |       |  |  |                        |  |  |                       |  |
|                       |                    | Ida di Sassonia            | Eilika di Schweinfurt     |  |  |       |  |  |                        |  |  |                       |  |
|                       |                    | Ida di Sassonia            |                           |  |  |       |  |  |                        |  |  |                       |  |

### Fonti primarie
- (LA) Annales Monastici Vol. I..
- (LA) Chroniques des Eglises d'Anjou..
- (LA) Chronique de Robert de Torigni, abbé du Mont-Saint-Michel, vol II..
- (LA)   William of Newburgh: Book One.[collegamento interrotto].
- (LA) Monumenta Germaniae Historica, Scriptores, tomus X..
- (LA) Rerum Gallicarum et Francicarum Scriptores, tomus XXIII. URL consultato il 30 marzo 2020 (archiviato dall'url originale il 10 luglio 2015)..
- (LA) Monumenta Germaniae Historica, Scriptores, tomus XXV. URL consultato il 30 marzo 2020 (archiviato dall'url originale il 25 febbraio 2015)..
- (LA) Monumenta Germaniae Historica, Scriptores, tomus XIII. URL consultato il 30 marzo 2020 (archiviato dall'url originale il 12 ottobre 2014)..
- (LA) Monumenta Germaniae Historica, Scriptores, tomus IX. URL consultato il 30 marzo 2020 (archiviato dall'url originale il 13 giugno 2018)..
- (LA) Florentii Wigorniensis monachi Chronicon, Tomus II..
- (LA) Ordericus Vitalis, Historia Ecclesiastica, vol. II..
- (LA) Monumenta Germaniae Historica, Scriptores, tomus XIII. URL consultato il 30 marzo 2020 (archiviato dall'url originale il 12 ottobre 2014)..
- (LA) Ordericus Vitalis, Historia Ecclesiastica, vol. unicum..
- (EN) The ecclesiastical history of England and Normandy, vol. IV..
- (LA) Matthæi Parisiensis, monachi Sancti Albani, Chronica majora, vol I..
- (LA) Guglielmo di Malmesbury, Gesta Regum Anglorum (PDF). URL consultato il 13 febbraio 2019 (archiviato dall'url originale il 2 giugno 2016)..
- (EN) Chronicle of the Kings of England: From the Earliest Period to the Reign, of king William's children..
- (LA) Historiæ Normannorum Scriptores Antiqui..

### Letteratura storiografica
- Louis Alphen, La Francia: Luigi VI e Luigi VII (1108-1180), cap. XVII, vol. V (Il trionfo del papato e lo sviluppo comunale) della Storia del mondo medievale, 1999, pp. 705–739
- William John Corbett, Inghilterra, 1087-1154, cap. II, vol. VI (Declino dell'impero e del papato e sviluppo degli stati nazionali) della Storia del Mondo Medievale, 1999, pp. 56–98.